# Victor Wernersson
Victor Christoffer Wernersson (Malmö, 6 luglio 1995) è un calciatore svedese, difensore del Västerås SK.

## Carriera
È un prodotto del settore giovanile del Malmö FF, senza però mai entrare realmente a far parte della prima squadra.
La sua prima esperienza a livello senior è stata con il Syrianska, dal 2015 al 2017. Durante questo periodo ha giocato per due anni e mezzo nel campionato di Superettan.
Nel luglio del 2017, nonostante la squadra giallorossa si trovasse nelle zone basse della classifica del campionato cadetto, il Syrianska ha ceduto Wernersson ai danesi del Vejle, che si apprestavano ad iniziare un'altra annata in 1. Division, il secondo livello del sistema calcistico danese. Di lì alla pausa invernale, su 19 giornate è sceso in campo in 13 occasioni, gran parte delle quali dalla panchina.
Senza essere riuscito di fatto ad entrare nei piani del tecnico italiano del Vejle Adolfo Sormani, come affermato dallo stesso giocatore alla stampa, Wernersson è rientrato in Svezia nel gennaio 2018 con l'acquisto da parte dell'IFK Göteborg a seguito della firma di un contratto triennale. In biancoblu si è imposto fin da subito come terzino titolare, ma la squadra ha avuto una stagione piuttosto negativa, tanto da ritrovarsi talvolta a pochi punti di distanza dagli spareggi retrocessione.
Il 4 luglio 2020 i belgi del Malines hanno annunciato che, a partire dal successivo mese di gennaio, Wernersson sarebbe arrivato a parametro zero, una volta conclusa l'annata in biancoblu. A causa del viaggio in Belgio per definire il trasferimento, ha saltato un allenamento del Göteborg ed è stato punito con la panchina nella partita successiva, oltre ad aver ricevuto minacce dai tifosi. Il 29 agosto 2020 è stato reso noto che Wernersson avrebbe lasciato la squadra svedese all'indomani della partita del giorno dopo, pareggiata per 1-1 contro il Mjällby.

## Statistiche

### Presenze e reti nei club
Statistiche aggiornate al 30 agosto 2020.
| Stagione            | Squadra             | Campionato          | Campionato | Campionato | Coppe nazionali | Coppe nazionali | Coppe nazionali | Coppe continentali | Coppe continentali | Coppe continentali | Altre coppe | Altre coppe | Altre coppe | Totale | Totale |
| Stagione            | Squadra             | Comp                | Pres       | Reti       | Comp            | Pres            | Reti            | Comp               | Pres               | Reti               | Comp        | Pres        | Reti        | Pres   | Reti   |
| ------------------- | ------------------- | ------------------- | ---------- | ---------- | --------------- | --------------- | --------------- | ------------------ | ------------------ | ------------------ | ----------- | ----------- | ----------- | ------ | ------ |
| 2015                | Syrianska           | S                   | 25         | 0          | CS              | 3               | 0               | -                  | -                  | -                  | -           | -           | -           | 28     | 0      |
| 2016                | Syrianska           | S                   | 28+2       | 0          | CS              | 4               | 0               | -                  | -                  | -                  | -           | -           | -           | 34     | 0      |
| gen.-giu. 2017      | Syrianska           | S                   | 9          | 0          | CS              | 1               | 0               | -                  | -                  | -                  | -           | -           | -           | 10     | 0      |
| Totale Syrianska    | Totale Syrianska    | Totale Syrianska    | 62+2       | 0          |                 | 8               | 0               |                    | -                  | -                  |             | -           | -           | 72     | 0      |
| lug.-dic. 2017      | Vejle               | 1D                  | 13         | 0          | CD              | 2               | 0               | -                  | -                  | -                  | -           | -           | -           | 15     | 0      |
| 2018                | IFK Göteborg        | A                   | 30         | 2          | CS              | 3               | 0               | -                  | -                  | -                  | -           | -           | -           | 33     | 2      |
| 2019                | IFK Göteborg        | A                   | 29         | 0          | CS              | 0               | 0               | -                  | -                  | -                  | -           | -           | -           | 29     | 0      |
| gen.-ago. 2020      | IFK Göteborg        | A                   | 18         | 0          | CS              | 4               | 0               | -                  | -                  | -                  | -           | -           | -           | 22     | 0      |
| Totale IFK Göteborg | Totale IFK Göteborg | Totale IFK Göteborg | 77         | 2          |                 | 7               | 0               |                    | -                  | -                  |             | -           | -           | 84     | 2      |
| Totale carriera     | Totale carriera     | Totale carriera     | 152+2      | 2          |                 | 17              | 0               |                    | -                  | -                  |             | -           | -           | 171    | 2      |

## Palmarès

### Club

#### Competizioni nazionali
- Coppa di Svezia: 1

IFK Göteborg: 2019-2020